# Родовий відмінок
Родовий відмінок — непрямий відмінок, який виражає різновиди означальних відношень і входить до парадигми однини та множини з диференціальною сукупністю відмінкових певних закінчень (див. розділ Приклади). У західних наукових текстах має назву генети́в, геніти́в (лат. casus genetivus, casus genitīvus, від gigno — «народжую»).
Родовий відмінок прикметника та інших слів прикметникового типу — залежна від родового відмінка іменників і узгоджувана з ним грамема у функції означення, яка входить у парадигму однини та множини з відповідною сукупністю закінчень (див. розділ Приклади).
В іменнику родовий відмінок здебільшого зумовлений дериваційним відношенням між відмінками або валентністю предиката, а в словах прикметникової морфолологічно природи — відмінковою формою опорного іменника.

## Властивості
Польський мовознавець Єжи Курилович та французький лінгвіст Еміль Бенвеніст на матеріалі індоєвропейських мов обґрунтували теоретичне положення про те, що родовий відмінок іменників у первинних функціях є спеціалізованим відмінком транспозиції, який ґрунтується на номінативі та акузативі, узятих разом.

## Родовий відмінок в українській мові
У «Граматіці словенскій» Лаврентія Зизанія родовий відмінок відомий як родный падежь. Мелетій Смотрицький у своїй «Граматиці слов'янській» назвав цей відмінок родителнымъ падежемъ, потлумачивши його значення таким чином: родителный єстъ/ имже чїє что быти ѿ вѣщаваємъ: якѡ человѣка.
Термін «родовий відмінок» першим вжив Агатангел Кримський в «Украинской грамматикѣ» (1907) — як кальку з genitivus.

### Історія
У праслов'янській мові родовий відмінок утворився злиттям двох праіндоєвропейських відмінків: родового і відкладного. Реліктом давнього аблатива в слов'янських мовах є закінчення родового відмінка іменників з основою на *-ŏ (в інших основах родовий і відкладний не розрізнялися вже у праіндоєвропейській), а також деякі значення сучасного родового (див. нижче).
У праслов'янський і давньоруській мовах було до 9 типів відмінювання (проти 4-ох сучасних), які визначалися не родом і закінченнями, як у сучасній мові, а тематичними голосними ранньопраслов'янських основ — так званими детермінативами (до останніх також відносять приголосні звуки основ на приголосний). Наявність у сучасній українській двох різних закінчень родового відмінка іменників чоловічого роду другої відміни -а та -у пояснюється змішанням парадигм двох різних типів відмінювання: з основою на *-ŏ і на *-ŭ.

#### Родові закінчення
Іменники чоловічого і жіночого роду з давньою основою на *-a у твердому варіанті мали в родовому відмінку закінчення *y (д.-рус. рыбы, рукы), у м'якому — закінчення *ě (д.-рус. землѣ, кънѧгынѣ).
Праслов'янські і давньоруські іменники з основою на *-ŏ мали закінчення родового відмінка *-a (д.-рус. города, ворога, друга, брата, пѣсъка), іменники з основою на *-ŭ — закінчення *u (д.-рус. дому, саду, сыну). Закінчення *-a родового відмінка іменників на *-ŏ сходило до ранньопраслов'янського закінчення *-ō — за походженням закінчення праіндоєвропейського відкладного відмінка (пор. ранньо-прасл. *gordō, «го́рода», «міста» — лат. ab hortō, «від саду», «від горо́ду»); перехід *ō > *a пояснюється якісним вирівнюванням голосних. Закінчення *-u походить від давнього *-ou̯s, де дифтонг *ou̯ пов'язаний чергуванням з тематичним голосним основи *-ŭ, а -s був праіндоєвропейським показником родового відмінка однини. Надалі *ou̯ у відкритих складах монофтонгізувався в *-u, а прикінцеве -s зникло відповідно до закону відкритого складу.
Окрім іменників з основами на *-ŏ і на *-ŭ, свої закінчення родового відмінка мали іменники інших типів відмінювання: на приголосний *-n і на *-ĭ. Іменники чоловічого роду з основою на приголосний *-n мали закінчення *-e (д.-рус. дьне, камене, степене), іменники з основою на *-ĭ — закінчення *-i (д.-рус. гости, звѣри, боли, зѧти). Нечисленні іменники з основою на *-ū (д.-рус. букы, любы, цьркы, коты, моркы, тыкы, хорѫгы) мали закінчення родового відмінка однини *-ъve (д.-рус. букъве, любъве, цьркъве, котъве, моркъве, тыкъве, хорѫгъве). До цього типу відмінювання колись належали і слова кров і брова (прасл. *kry, *bry), чиї праслов'янські форми родового відмінка відновлюють як *krъve, *brъve.
Іменники середнього роду з основами на приголосний *-n, *-s, *-nt (д.-рус. камы, слово, тѣло, чудо, небо, коло, имѧ, веремѧ, отрочѧ, телѧ, ягнѧ), що мали в більшості відмінків (за винятком називного і знахідного однини) суфікс-нарощення *-en-, *-es-, *-ęt-, утворювали родовий однини за допомогою закінчення *e (д.-рус. словесе, тѣлесе, чудесе, небесе, колесе, очесе, ушесе, имене, веремене, отрочѧте, телѧте, ягнѧте). Два іменники жіночого роду з основою на *-r (д.-рус. мати, дъчи) мали у родовому відмінку суфікс *-er- (д.-рус. матере, дъчере).
Родовий відмінок множини в праслов'янській і давньоруській мовах мав свої особливості. У більшості типів було закінчення *-ъ у твердому варіанті і *-ь у м'якому варіанті. В іменників чоловічого роду на *-ŏ він збігався з називним відмінком однини (д.-рус. городъ, ворогъ, другъ, братъ у твердому варіанті і д.-рус. отьць, мужь у м'якому варіанті). Точно такі ж закінчення мали іменники середнього роду на *-ŏ (д.-рус. мѣстъ, селъ, пѧти сътъ, поль, морь), а також іменники чоловічого і жіночого роду з основою на *-a (д.-рус. рыбъ, рукъ, земль), іменники на *-n (д.-рус. дьнъ, каменъ, степенъ). В іменників на *-ŭ закінчення -ъ приєднувалося до основи за допомогою нарощення -ов- (д.-рус. домовъ, садовъ, сыновъ), в іменників на *-ū — за допомогою нарощення -ъв- (д.-рус. букъвъ, любъвъ, цьркъвъ, котъвъ, моркъвъ, тыкъвъ, хорѫгъвъ, *krъvъ, *brъvъ), в іменників з основою на *-r — за допомогою нарощення -ер- (д.-рус. дъчеръ, матеръ), в іменників середнього роду з основами на *-s, *-n, *-nt — за допомогою нарощень -ес-, -ен-, -т- (д.-рус. словесъ, тѣлесъ, чудесъ, небесъ, колесъ, именъ, отрочѧтъ, телѧтъ, ягнѧтъ).
Іменники з основою на *-ĭ утворювали родовий множини за допомогою закінчення *-ьjь (д.-рус. больи, гостьи, гѫсьи, гѫсльи, звѣрьи, зѧтьи, курьи, пѫтьи, саньи, сѣньи).
Цікавим фактом є те, що слов'янські закінчення *-ъ, *-ь, *-ьi не виявляють зв'язку з праіндоєвропейським показником родового множини *-om, що був реконструйований на основі матеріалу інших індоєвропейських мов.
|                 | Тип на *-ā     | Тип на *-ā      | Тип на *-ŏ     | Тип на *-ŏ        | Тип на *-ŭ     | Тип на *-ĭ    | Тип на *-ū      | Тип на приголосний | Тип на приголосний | Тип на приголосний | Тип на приголосний |
| Твердий варіант | М'який варіант | Твердий варіант | М'який варіант | Підтип на *-n     | Тип на *-ŭ     | Тип на *-ĭ    | Тип на *-ū      | Підтип на *-r      | Підтип на *-s      | Підтип на *-nt     |                    |
| --------------- | -------------- | --------------- | -------------- | ----------------- | -------------- | ------------- | --------------- | ------------------ | ------------------ | ------------------ | ------------------ |
| Однина          | рыбы, рукы     | землѣ, кънѧгынѣ | города, села   | отьця, коня, поля | сыну, меду     | гости, пути   | букъве, цьркъве | камене, дьне       | матере             | словесе            | ягнѧте             |
| Двоїна          | рыбу, руку     | землю, кънѧгыню | городу, селу   | отьцю, коню, полю | сынову, медову | гостью, путью | букъву, цьркъву | камену, дьну       | матеру (материю)   | словесу            | ягнѧту             |
| Множина         | рыбъ, рукъ     | земль, кънѧгынь | городъ, селъ   | отьць, конь, поль | сыновъ, медовъ | гостьи, путьи | букъвъ, цьркъвъ | каменъ, дьнъ       | матеръ (материи)   | словесъ            | ягнѧтъ             |

У сучасній мові деякі відмінності від давнього відмінювання колишнього типу на *-a в однині пояснюються не граматичними, а фонетичними змінами: злиттям звука [ɨ] (праслов'янського *y) з [і] у новий голосний [ɪ], «и» (укр. риби, руки); у м'якому варіанті закінчення -ѣ збереглося і зараз вимовляється як -і (землі, княгині). Внаслідок занепаду редукованого ь перед плавним [l] виник вставний [e] (земель).
Іменники колишнього типу на *-ĭ зберегли закінчення родового однини -и (-і) тільки в жіночому роді. Іменники чоловічого, набувши закінчень -я (укр. гостя, звіра, зятя) або -ю (укр. болю), перейшли до ІІ відміни. Слова путь і гусь при цьому змінили рід на жіночий, зберігши при цьому давні закінчення родового відмінка, іі зараз є іменниками ІІІ відміни. Іменники чоловічого роду з основою на *-n також набули закінчень родового відмінка -я (дня, каменя) або -ю (каменю).
Майже всі форми родового відмінка множини чоловічого роду (і навіть родовий множини слова мати) зараз утворюються за зразком давнього типу з основою на *-ŭ (укр. болів, братів, ворогів, городів, друзів, звірів, зятів, синів, матерів). Таких же закінчень набули і іменники середнього роду на давню основу *-ŏ у м'якому варіанті (укр. полів, морів, у західних діалектах піль, мір, при д.-рус. поль, морь), іменники твердого варіанта після втрати редукованих *ъ і *ь мають нульове закінчення (укр. міст, сіл, п'ятисот). Іменники жіночого і чоловічого роду з основою на *-a переважно теж мають нульове закінчення (укр. воєвод, риб, рук, земель), але деякі прийняли закінчення іменників на *-ŭ (укр. суддів), або на *-ĭ (укр. волей, статей, рілей, свиней). Іменники з основою на *-ĭ частково зберегли давнє закінчення
родового множини -ьи, -ей (укр. гостей, гусей, курей, путей, саней, сіней, його навіть набули окремі слова з інших типів, наприклад, укр. коней, людей), частково прийняли флексії інших типів (укр. звірів, зятів). Іменники з основою на приголосний (підтип на *-n) набули закінчень множини родового або за зразком типу на *-ŭ (днів, каменів, ременів), або за зразком типу на *-ĭ (людей), або зберегли давні закінчення (галичан, киян, рамен, стремен). Рідко трапляються випадки утворення родового відмінка множини чоловічого роду з нульовим закінченням: вони одиничні за зразком іменників з основою на *-ŏ (укр. чобіт), дещо поширеніші за зразком типу на приголосний (укр. громадян, татар), але цей спосіб утворення родового множини звичайний у іменників середнього роду (укр. яєць, місць, лиць, завдань, закінчень, питань, посилань). Деякі слова жіночого роду, що вживалися лише в множині (д.-рус. гѫсли, ясли), стали відмінюватися за зразком іменників середнього роду на *-ŏ (укр. гусла/гуслі, ясла, род. відм. гусел, ясел, при д.-рус. гѫсльи, ясльи). Сучасна українська форма родового множини слова очі походить від колишньої двоїни (д.-рус. очи), яка набула нового закінчення родового відмінка (замість д.-рус. очию) за зразком іменників з основою на *-ĭ (укр. очей). Давньоруська форма множини очеса (род. відм. очесъ) вийшла з ужитку. Слово вухо (що мало в множині форму ушеса, род. відм. ушесъ, у двоїні — уши, род. відм. ушию), набуло нових закінчень за моделлю іменників з основою на *-ŏ (укр. вух). Рідше вживається форма ушей — родовий відмінок колишньої двоїни уші з новим закінченням -ей. Для слова плечі, що теж є за походженням двоїною, існують паралельні форми родового відмінка — плечей і рідше пліч (д.-рус. плечию).
Тип відмінювання з основою *-ū зник і зараз любов і кров утворюють форму родового за зразком іменників з основою на *-ĭ (любові, крові, множина любовей, кровей), а решта — як іменники з основою на *-a (брови, букви, церкви, кітви, моркви, тикви, хоругви, множина брів, букв, церков, кітв, тиков, хоругов).
У сучасній мові іменники середнього роду з давніми основами на *-n та на *-nt у цілому зберігають давньоруський спосіб відмінювання й утворюють 4-ту відміну, тільки змінивши закінчення *e на -і у м'якому, і на -и в твердому варіанті (укр. імені, теляти, ягняти, множина укр. імен, телят, ягнят).
Іменники з основою на *-s змінили спосіб відмінювання за зразком іменників середнього роду з основою на *-ŏ, втративши нарощення -es- (укр. слова, тіла, чуда, неба, кола, ока, вуха, множина укр. слів, тіл, кіл). Множина і непрямі відмінки коло, зробивши нарощення -es- частиною кореня, утворили нове слово ко́лесо (при цьому *e перейшло через «новий ять» в [i] — коліс). Лише деякі з них зберегли старі форми родового відмінка множини (укр. чудес, небес), при цьому в однині прийнявши закінчення іменників з основою на *-ŏ (укр. чуда, неба — замість д.-рус. чудесе, небесе). Подібним чином змінилися і деякі слова на *-n, у яких частиною основи стало нарощення *-en (укр. стремено, рамено — д.-рус. стремѧ, рамѧ).
Окрім однини і множини, у праслов'янській і давньоруській родовий відмінок мали і форми двоїни. У цій граматичній категорії форми родового відмінка у всіх іменників збігалися з формами місцевого (д.-рус. очию, ушию, руку, городу, брату, сынову).
У зв'язку з тим, що вже в праслов'янській мові у більшості іменників не розрізнювалися форми називного і знахідного відмінків (виникала синтаксична неоднозначність), для іменників-істот замість останнього стали вживати форми родового відмінка (д.-рус. кънѧзь любить братъ і укр. князь любить брата). У сучасній українській форми родового грають роль знахідного для істот, а в розмовно-побутовому мовленні — навіть і для неістот (написати листа, купити олівця).
Зі зникненням категорії двоїни з родовим відмінком стали вживатися іменники після числівників «два» (два слова, два чоловіки, дві жінки). У чоловічому роді замість закінчення -а вживається закінчення множини -и (-і) — за зразком іменників після числівників «три», «чотири» (три жінки, чотири штуки), але наголос зберігається як у родового відмінка або колишньої двоїни (два чолові́ки, три бра́ти, чотири си́ни при формах множини чоловіки́, брати́, сини́). У праслов'янській і давньоруській після слова дъва/дъвѣ (яке було прикметником) вживалися форми називного відмінка двоїни (д.-рус. дъва брата, дъва сыны, дъвѣ женѣ, дъва словесѣ), а після слів триє/три, четыре/четыри (які теж були прикметниками і змінювалися за родами) — форми множини (д.-рус. триє брати, три жены, четыре сынове, четыри се́стры, три словеса). Відмінювалися у цих сполученнях обидва складових. Після слів для позначення числа «5» і більше (які були вже іменниками) вживався родовий відмінок множини (д.-рус. пѧть братъ, семь сыновъ, осьмь женъ, десѧть словесъ). Відмінювалася у цих сполученнях лише перша частина (д.-рус. пѧти братъ, семью сыновъ, осьмохъ женъ, десѧти словесъ).

#### Прикметники і займенники
Короткі форми прикметників утворювали родовий відмінок аналогічно іменникам на *-ŏ, *-a (д.-рус. добръ — добра, добра — добры, добре — добра, добри — добръ, добры — добръ, добра — добръ). У відмінюванні повних форм прикметників було багато спільного з відмінюванням займенників (див. докладніше «Історія прикметника в українській мові»).

### Сучасність
У граматичній структурі української мови родовий відмінок іменників, залежний від віддієслівного і відприкметникового іменників, ґрунтується безпосередньо не на двох вихідних відмінках — називному і знахідному, а тільки на називному. Існують лише опосередковані через називний відмінок зв'язки родового із знахідним (порівняйте: Мати співає > спів матері, Хлопець сміливий > сміливість хлопця і Письменник написав роман > Роман написаний письменником > написання роману письменником).
Форма родового відмінка однини віддієслівних іменників середнього роду збігається з формою називного однини і множини (кохання, завдання, життя). Це ж саме наявне в збірних іменників середнього роду (руб'я, ганчір'я, пір'я, коріння). У староукраїнській форми називного відмінка множини цих слів мали закінчення -є (< иѥ < *je), надалі воно збіглося у вимові з родовим відмінком однини і називним множини. Закінчення -є в називному зберігається в деяких діалектах (північного та південно-західного наріч), за аналогією з ним трапляються і форми телє, поросє (замість літературних теля, порося). У родовому множини трапляються форми з нульовим закінченням за зразком відмінювання на *-ŏ (завдань, посилань), так і форми із закінченням -ів за зразком відмінювання на *-ŭ (життів, відчуттів).

#### Закінчення -а та -у
Як було зазначено вище, закінчення -а походить від давньоруських форм родового відмінка однини іменників з основою на *-ŏ, а закінчення -у — від форм іменників з основою на *-ŭ. Якщо у давньоукраїнській вибір закінчення родового відмінка визначався типом відмінювання, а не класом іменника (д.-рус. брата, города, плача, края, сыну, дому, саду), у сучасній українській вживаваня того чи другого закінчення пов'язане з цими класами, наприклад, брата, сина (сину), але саду, краю (края). У деяких випадках слово може мати закінчення -а і закінчення -у: тоді залежно від значення воно належить до різних класів (каменя-каменю, типа-типу, терміна-терміну). Родовий відмінок однини іменників чоловічого роду другої відміни в українській мові викликає значну кількість помилок у закінченні слів.

#### Особливості
- Деякі іменники середнього роду, що належать до IV відміни, можуть мати паралельні форми родового однини: ви́мені/ви́м'я, і́мені/ім'я́, пле́мені/пле́м'я, сі́мені/сі́м'я, ті́мені/ті́м'я, причому в сучасній мові варіанти «вим'я» і «тім'я» є вживанішими. Закінчення -'я пояснюється впливом м'якої групи II відміни (ганчі́р'я, пі́р'я, руб'я), у якій родовий відмінок однини іменників середнього роду збігається з називним однини. Подібна паралельність наявна також у давальному і орудному відмінках однини.
- Родовий відмінок із закінченням -а може утворюватися по-різному. Наприклад, лев — лева (тварина) і Лев — Льва (ім'я). Наявність випадної голосної в другому випадку пов'язана з походженням [е] від редукованого [ь] (д.-рус. львь). Випадний звук [е] зберігся в імені «Лев», але в зоологічній назві став невипадним, за аналогією до форми називного утворивши [е] і в непрямих відмінках (лев — лева).

### Значення
До значень давнього відкладного відмінка сходять такі значення родового:
- Вираз віддалення, позначення початку руху (піти від воріт, вийти з води).
- Вираз наближення, позначення мети руху (піти до воріт, їхати до міста).
- Вираз додатка при дієсловах для позначення якихось почуттів, переживань (чекати приходу, просити руки, шукати правди, боїться води).
- Вираз відділення, позбавлення, збуття, відмовляння (зректися мене, відмовитися від спадщини). Первісно такі конструкції були безприйменниковими.
- При вищому ступені порівняння прикметників (вищий від нього, ліпше вас). Первісно такі звороти не мали прийменника (лѣпьшии васъ), у сучасній українській подібні конструкції вважаються ненормативними: прийняті форми з прийменниками (вищий за мене, кращий від вас, більший за нього).

Решта значень сходить до давнього родового:
- Вираз приналежності (день міста, син князя, плід дерева). У цьому значенні родовий відмінок близький до присвійної форми.
- Вираз додатка при запереченні (не чути голосу, не купити товару).
- При вказанні на охоплення дією лише частини речовини або предметів (налити чаю, купити цукру, випити вина). У разі вказання на повне охоплення дією речовини вживають знахідний відмінок (взяти масло, пити вино). У деяких мовах відмінок з подібним значенням відомий як партитив.

### Приклади
Іменник:
- однина:
  - хати, яблуні, велета, краю, батька, села, поля, знання, любові, миті, матері, курчати, теляти, імені;
- множина:
  - хат, яблунь, велетів, країв, батьків, сіл, полів (піль), знань, митей, матерів, курчат, телят, імен;

Прикметник і слова прикметникового типу:
- однина:
  - високого, давнього, високої, давньої;
- множина:
  - високих, давніх.

## В інших мовах

### Слов'янські мови
Більшість слов'янських мов зберегли складну систему праслов'янського відмінювання імен (за винятком болгарської і македонської). Праслов'янська система в них також зазнала змін і перегрупувань типів відмінювання.
У болгарській мові родовий відмінок (родителен падеж) зберігся тільки в діалектах, а також у деяких сталих виразах. У реченнях з іменниками відношення родового відмінка виражається або сполучення іменників у називному відмінку за допомогою прийменників от, на, без, из, до, або сполученням іменників без прийменника. Для вираження присвійності часто використовується прийменник на: стиховете на Шевченко («вірші Шевченка»), жители на града («мешканці міста»), собственик на къща («власник будинку»). Прийменник на використовується також для вираження відношень, що відповідають давальному відмінку. У сполученнях, що виражають кількість, прийменник не вживається: бутилка мляко («пляшка молока»), торба картофи («мішок картоплі»), килограм говеждо («кілограм яловичини»). Аналогічний вжиток прийменників для вираження відмінкових відношень і в македонській мові.
У сучасній церковнослов'янській мові існує тільки чотири типи відмінювання і сынъ відмінюються аналогічно братъ: форма род. відм. сына (при староцерк.-слов. сыну).

### Англійська
У сучасній англійській відмінки відсутні, у староанглійській існував родовий відмінок, форми якого мали закінчення -s. До них сходять сучасні присвійні форми англійських іменників, які іноді називають «присвійним відмінком» (Possessive Case).

### Німецька
У німецькій мові родовий є одним з чотирьох відмінків (поряд з називним, давальним і знахідним). Його закінчення розрізняються залежно від типу відмінювання. Іменники сильної відміни мають у формах родового однини закінчення -s, -es (Schülers, Buches) у множині слів чоловічого роду закінчення нульове (Schüler), середнього — -er (Bucher). В іменників слабкої відміни закінчення форм родового однини і множини -en, в іменників жіночої — збігаються зі закінченнями називного.

### Латинська
У латині іменники І відміни мають в родовому однини закінчення -e (Romae — «Рима», nautae — «моряка», patriae — «Батьківщини», Vicipaediae — «Вікіпедії»), ІІ і V відмін — закінчення -i (amici — «друга», lupi — «вовка», magistri — «вчителя», rei — «речі»), ІІІ і IV відмін — -s (animalis — «тварини», civis — «громадянина», noctis — «ночі», arcus — «лу́ка», domus — «дому»).
Відмінною ознакою форм множини родового відмінка в латинській мові є прикінцеве сполучення -um, яке може бути як і власне закінченням (III відміна приголосного типу), так і його другим складом (-arum у I відміни, -orum — у II, -ium — III відміни голосного і мішаного типів, -uum — у IV, -erum — у V відміни).
Деякі латинізми в українській та інших мовах походять не від форм називного відмінка, а від основи непрямих (основи родового): веліт, самніт, центуріон.

### Грецька мова

#### Давньогрецька
У протогрецькій мові, як і в ранній праслов'янській, родовий відмінок злився з відкладним. Закінчення залежали від відміни і числа іменника чи прикметника.
Іменники першої відміни жіночого роду однини мали в родовому відмінку закінчення -ᾱς, множини — -ῶν: дав.-гр. χώρᾱ («країна») — χώρᾱς («країни»), дав.-гр. χῶραι («країни») — χωρῶν («країн»). У чоловічому роді однини в родовому було закінчення -ου, οῦ, множини — -ῶν: дав.-гр. νεᾱνίᾱς («молодик») — νεᾱνίου («молодика»), дав.-гр. νεᾱνίαι («молодики») — νεᾱνιῶν («молодиків»).
Іменники другої відміни жіночого роду однини мали в родовому відмінку закінчення -οῦ, множини — ῶν: дав.-гр. ὁδός («дорога, шлях») — ὁδοῦ («дороги, шляху»), дав.-гр. ὁδοί («дороги, шляхи») — ὁδῶν («доріг, шляхів»). У чоловічому роді закінчення родового однини -ου, множини — -ων: дав.-гр. ἄνθρωπος («людина») — ἀνθρώπου («людини»), дав.-гр. ἄνθρωποι («люди») — ἀνθρώπων («людей») У середньому роді закінчення були аналогічними: дав.-гр. δῶρον («дар») — δώρου («дару»), дав.-гр. δῶρᾰ («дари») — δώρων («дарів»). В аттичному діалекті відбувалося стягнення ου → ω: дав.-гр. λεώς («народ») — λεώ («народи»), дав.-гр. λεῴ («народи») — λεών («народів»).
Іменники третьої (атематичної) відміни мали в родовому однини закінчення -ος, двоїни — -οιν, множини — -ων, причому форми утворювалися від основи не називного, а родового відмінка: дав.-гр. κόραξ («крук») — κόρακος («крука»), дав.-гр. κόρακες («круки») — κοράκων («круків»); дав.-гр. ῥήτωρ («ритор») — ῥήτορος («ритора»), дав.-гр. ῥήτορες («ритори») — ῥητόρων («риторів»); дав.-гр. γίγᾱς («гігант») — γίγαντος («гіганта»), дав.-гр. γίγαντες («гіганти») — γιγάντων («гігантів»).

#### Новогрецька
У сучасній грецькій закінчення відмінків визначаються числом і родом. Іменники чоловічого роду із закінченням називного -ος набувають у родовому однини закінчення -ου, із закінченням називного -ης, -ας, -έας, -άς утворюють форму родового відкиданням прикінцевого -ς. У множині іменники чоловічого роду всіх закінчень називного набувають у родовому закінчення -ων.
Іменники жіночого роду із закінченнями називного -η, -α утворюють форму родового однини доданням до них приголосного -ς (деякі іменники із закінченням -η можуть факультативно вживатися із закінченням родового -εως замість -ης), іменники із закінченням називного -ος змінюють його в родовому на -ου. У множині іменники із закінченням називного -ες набувають у родовому закінчення -ών, із закінченням називного -οι — -ων, а із закінченням називного -εις — -εων.
Іменники середнього роду із закінченнями називного -ο мають у родовому однини -ου (ті, що мають в основі -ιμ-, набувають закінчення -ατος), із закінченням називного -ί — -ιού, із закінченням називного -α — -ατος, а із закінченням називного -ος — -ους. У множині іменники із закінченням називного -α набувають у родовому закінчення -ων, іменники із закінченням -ιά — -ιών, іменники із закінченням -ατα — -άτων, іменники із закінченням -η — -ών. Деякі іменники середнього роду зберігають давньогрецьке відмінювання: το φως («світло») — του φωτός («світла») — τα φώτα («світла») — των φώτων («світел»); το οξύ («кислота») — του οξέος («кислоти») — τα οξέα («кисло́ти») — των οξέων («кислот»).

## Цікаві факти
- В іншомовних запозиченнях родовий відмінок множини має закінчення -ів. Тому ненормативними слід визнати форми «тисяча байт», «п'ять кілограм» (правильно «тисяча байтів», «п'ять кілограмів»).
- Багато латинізмів і грецизмів в українській мові походять від основи не називного, а родового відмінка (від неї утворюються також форми всіх непрямих відмінків і множини): «Гігант» (грец. Γίγας — Γίγαντος), «Атлант» (при паралельній формі «Атлас»: від грец. Άτλας — Άτλαντος), «бісектриса» (лат. bissectrix — bissectricis).